# Nita Forrest
Nita Forrest (1926–1996) foi uma pintora canadiana.
O seu trabalho está incluído nas colecções do Musée national des beaux-arts du Québec e da Art Gallery of Greater Victoria.